# Giuseppe Zola

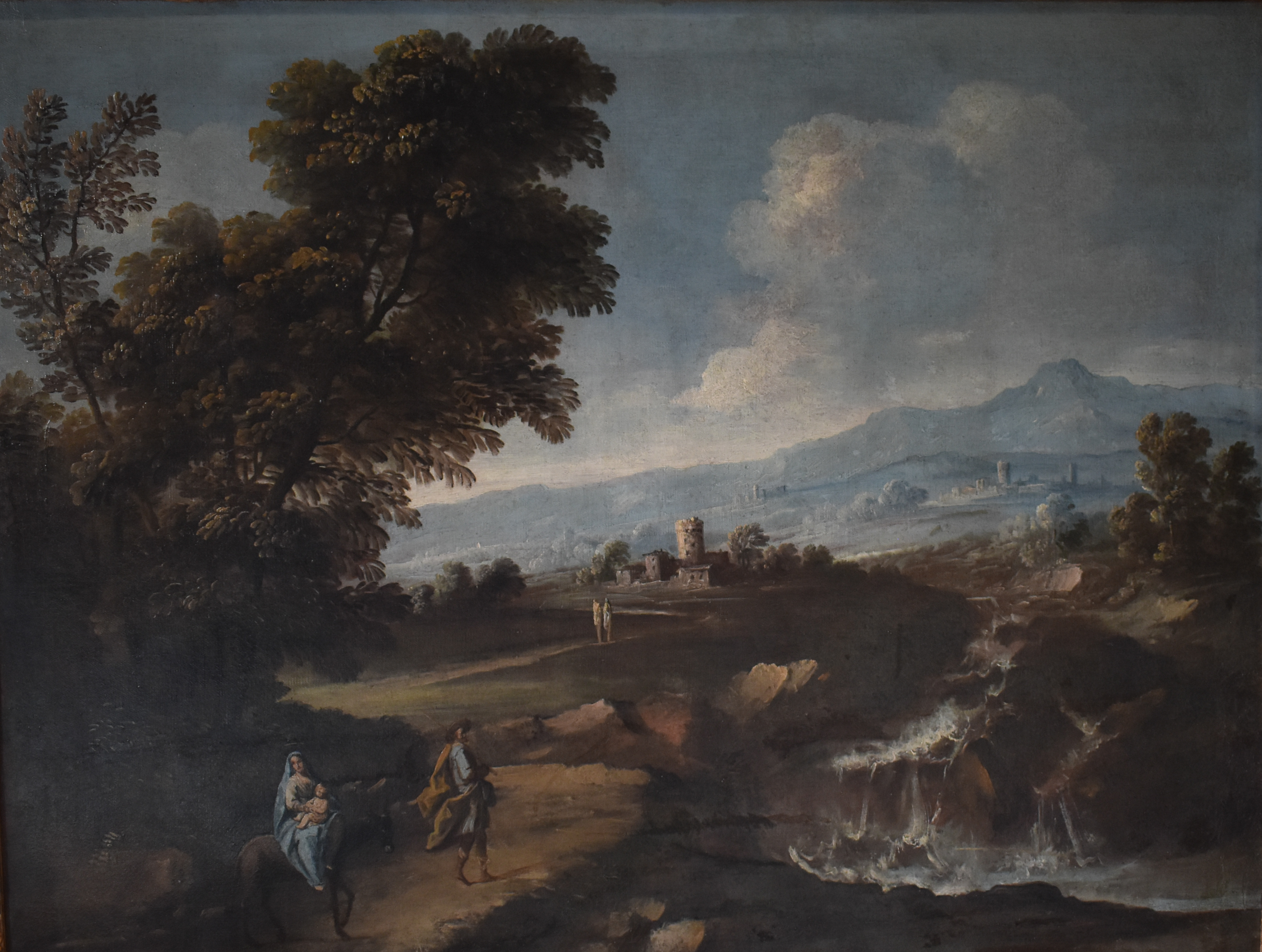
Paesaggio con cascata, Casa di Ludovico Ariosto, Ferrara

Giuseppe Zola (Brescia, 5 marzo 1672 – Ferrara, 1743) è stato un pittore italiano.

## Biografia
Si forma a Brescia nella bottega di Giuseppe Tortelli, ma la sua carriera artistica, da collocare nel cuore dell'arte barocca, si sviluppa soprattutto a Ferrara, dove giunge all'inizio del Settecento entrando a far parte della scuola ferrarese. Realizza principalmente paesaggi, prima classicheggianti e diligenti, poi più abbozzati, a vaste macchie d'insieme, spesso aiutato dalla figlia e da vari collaboratori.

## Opere
Le opere del pittore, non essendo di carattere sacro e pertanto non destinate ad ambienti chiesastici, si trovano oggi sparse in numerosi salotti e le collezioni private, in particolare a Ferrara, dove l'artista visse per tutta la vita. La sola Cassa di Risparmio di Ferrara possiede più di venticinque sue opere, fra le più prestigiose e rappresentative della produzione artistica di Zola. Paesaggi accostabili al suo stile si trovano nella Sala dei Paesaggi del Castello Estense ferrarese. 
1. 1 2 3 4  Breve riassunto della monografia di Berenice Giovannucci Vigi sul sito dell'editore Archiviato il 4 giugno 2006 in Internet Archive.